# Biphyllus distinctus
Biphyllus distinctus is een keversoort uit de familie houtskoolzwamkevers (Biphyllidae). De wetenschappelijke naam van de soort werd in 1916 gepubliceerd door Antoine Henri Grouvelle.